# William Forster
William Edward Forster (ur. 16 października 1818 w Madrasie, zm. 30 października 1882 w Edgecliff) – brytyjski polityk kolonialny, premier Nowej Południowej Walii w latach 1859–1860; australijski squatter i poeta.

## Biografia
Urodził się w Madrasie jako syn Thomasa Forstera, lekarza wojskowego, i Elizy z d. Blaxland, córki Gregory'ego. Jego rodzice pobrali się w Sydney i podróżowali do Indii (1817), Walii (1822), Irlandii (1825), aż osiedli w 1829 w Brush Farm k. Eastwood, następnie w 20./30. XIX w. wybudowali Blaxland, pionierską winnicę w Australii. Wiliam Forster początkowo pobierał naukę w domu, następnie uczęszczał do szkoły wojskowej 14. Pułku Dragonów w Madrasie. Naukę kontynuował w szkole J. Crawforda w Donnybrook (Irlandia). Kształcenie na poziomie średnim rozpoczął już w Australii, w The King's School w Parramatta, m.in. u W. T. Cape'a. W 1836 ukończył szkołę z wyróżnieniem, otrzymując nagrodę za poezję.
Wiliam Forster odziedziczył dość pokaźną sumę po swoich rodzicach, co pozwoliło mu udać się w 1839 do Port Philip, aby podjąć wyprawę osadniczą. W tamtejszych sądach stawał do licytacji zadłużonych dóbr ziemskich. Forster został squatterem, zająwszy w 1840 posiadłość pasterską k. Port Macquarie na brzegu rzeki Clarence, później także nieopodal rzeki Burnett k. Hervey Bay. W tym roku wraz z wujem G. Blaxlandem jr. poprowadził swoje stada owiec z równin w Nowej Anglii do Clarence Valley, aby założyć tam stanicę. Z racji na znaczny opór Aborygenów, Wiliam Forster nazwał swoją nową posiadłość Purgatory (ang. Czyściec). Blexland, który zajął ziemie sąsiadujące z posiadłością Forstera, gdzie również spotkał się z walką tubylców, swoją stanicę nazwał Pandemonium (ang. Piekło). W 1842 Wiliam Forster został mianowany sędzią. W 1848 Forster i Blexland posunęli się dalej na północ, zajmując rozległy obszar wzdłuż biegu rzeki Burnett, który nazwali Tirroan (pokrywał się on z obszarem dzisiejszego regionu Bundaberg). Squatterzy rozszerzali swoje posiadłości i coraz częściej napotykali na zbrojny opór Aborygenów. W 1849 poprowadzili karną wyprawę na tubylców, doprowadzając do wymordowania okolicznych wspólnot Aborygenów. Wobec powtarzających się ekspedycji Wiliam Forster został odwołany z funkcji sędziego. W 1850 doszło do kolejnych starć, kiedy Blaxland poniósł śmierć. W odpowiedzi Forster poprowadził kolejną ekspedycję karną, masakrując tubylców. W 1854 w wyniku niepowodzeń sprzedał posiadłość Tirroan, pozostawiając jednak sobie znaczne majątki w regionie Wide Bay-Burnett. W 1867 nadal posiadał ponad 30 tys. ha pastwisk położonych w dzisiejszym Queensland.
W 1855 znaczne środki, jakie zgromadził w wyniku squattingu zachęciły Wiliama Forstera do zaangażowania się w politykę. W 1856 wygrał pierwsze wybory do Zgromadzenia Ustawodawczego Nowej Południowej Walii, reprezentując okręg Murray i St Vincent. Otrzymywał kolejne reelekcje, aż do 1876, kiedy nie dostał się do parlamentu. Powrócił jednak do niego w 1880. W 1859–1860 sprawował funkcję premiera przez niespełna pół roku. Zaś w 1863 i 1872 otrzymywał misje utworzenia gabinetu, jednak żadna z nich nie zakończyła się sukcesem. Od upadku własnego rządu sprawował jednak różne teki ministerialne: w 1859–1860 był sekretarzem kolonii (w ministerium Ch. Cowpera), 1870 sekretarzem ds. ziemstwa (w ministerium J. Robertsona), a 1875–1876 skarbnikiem (w ministerium J. Robertsona).
W 1871–1876 i 1881–1882 Wiliam Forster był członkiem Senatu Uniwersytetu Sydney.

## Działalność polityczna
Wiliam Forster jest uważany za typowego przedstawiciela squotterów w życiu politycznym Australii. Uchodził za politycznego samotnika, J. Martin nieprzychylnie go podsumował „nieprzyjemny jako przeciwnik, niebezpieczny jako kibic, ale śmiertelny jako współpracownik”. W 1861 wyśmiewał wręcz na trybunie parlamentarnej ustawę ograniczającą imigrację chińską w Nowej Południowej Walii. W 1868 był jednym z dwóch członków Zgromadzenia Ustawodawczego i zarazem jedynym gabinetu, który głosował przeciwko ustawie o przestępstwie zdrady stanu. W 1875 jako skarbnik kolonii przeniósł fundusze rządowe z Banku Nowej Południowej Walii do Banku City of Sydey, którego był dyrektorem.
W październiku 1875 Forster wyjechał jako skarbnik do Londynu z misją poprawy sytuacji finansowej kolonii. W lutym 1876 został szefem misji dyplomatycznej przy metropolii, otrzymując zadanie szczegółowego przedstawienia stanowiska rządu kolonialnego o problemach skarbowych. Nieokrzesanie polityczne powodowało, że Forster wywoływał szereg skandali. Szczególną odpowiedź prasy znalazła kłótnia Wiliama Forstera z T. Woolnerem o pomnik J. Cooka w Sydney. Prasa gorąco komentowała jego antyfederacyjne przemówienie w Królewskim Instytucie Kolonialnym, którym przyczynił się do odwołania z funkcji gubernatora H. Robinsona. Wobec skandalicznych wypowiedzi Wiliama Forstera, które dalekie były od stanowiska Sydney, został wezwany przez H. Parkesa do powrotu w grudniu 1879.
Popadł w trwały konflikt personalny z H. Parkesem. Częściowo wynikał on z przeniesienia krytyki twórczości literackiej Parkesa na forum parlamentarne. Jednak ważniejszym czynnikiem, siejącym niezgodę między parlamentarzystami było przekonanie Wiliama Forstera, że Parkes uprzedzając go z wniesieniem w 1866 projektu ustawy o szkolnictwie publicznym. Forster twierdził, że Parkes naruszył jego dobra osobiste, przypisując sobie autorstwo zaproponowanych rozwiązań, które miał zaczerpnąć z publikacji adwersarza.
Pomimo swojej nieustępliwości i nieokrzesania Wiliam Forster był powszechnie szanowanym parlamentarzystą. Swoimi wystąpieniami zwracał uwagę na moralną odpowiedzialność polityków. Był też bardzo aktywnym członkiem Zgromadzenia Ustawodawczego, wprowadzając do jego obrad ponad 50 projektów ustaw.

## Poglądy społeczne i polityczne
Poglądy społeczne Wiliama Forstera kształtowały głównie doświadczenia squottera. Uważał, że buszmeni mają szczególne prawo do zbrojnej ochrony swoich interesów i powinni używać siły zawsze, gdy ich ziemie są zagrożone. Ze względu na wysokie ryzyko finansowe, jakie podejmują, przejmując ziemie Aborygenów oraz osobiste narażenie życia squatterzy powinni – wg Forstera – otrzymać szczególne przywileje. Twierdził, że pomimo dużych braków intelektualnych squotterzy swoją działalnością wnoszą znaczący wkład w rozwój gospodarczy kolonii. Stąd uważał za ważne utrzymanie uprzywilejowanej pozycji osadników w transakcjach nabywania ziemi. Przyznawał jednocześnie, że squatterzy przejmują w posiadanie ziemie, które do nich nie należą. Jednak z racji na niedostateczny rozwój kultury rolnej Aborygenów, jest to zasadniczo dobre rozwiązanie.
Dostrzegał również potrzebę gruntownej reformy stosunków agrarnych. Podnosił przy tym, że ogromne obszary ziemi dostały się w posiadanie nielicznych squotterów, co powoduje widoczny sprzeciw obywateli kolonii i wzrost poparcia dla polityki liberalnej. Tę uważał za zagrożenie dla interesów osadników. Jednocześnie uważał, że powiązanie squotterów z cenzusem ziemskim daje im zbyt wielką przewagę we wpływie politycznym na rządy kolonii. Postulował więc zniesienie tego cenzusu, wskazując, że może to przynieść pożądany skutek rozluźnienia zależności Nowej Południowej Walii od metropolii. W tym zakresie pogląd jego różnił się znacząco od popularnego J. Robertsona. Przede wszystkim występował przeciwko przesadnej formalizacji stosunków agrarnych. Jednocześnie wnosił o wydłużenie okresu spłaty gruntów zajętych przez squotterów.
Pomimo zdeklarowanego wyznania anglikańskiego, dostrzegał potrzebę sekularyzacji szkolnictwa, które mogłoby pogodzić potrzeby edukacyjne wszystkich wyznań chrześcijańskich, a także ateistów i Żydów. Stąd wnosił, że niezwykle ważne dla Nowej Południowej Walii jest stworzenie publicznego systemu oświaty, niezależnie od systemu istniejącego w Wielkiej Brytanii. W swoich poglądach popierał zdanie inteligencji kolonialnej, która zmierzała do stanowczego rozdzielenia państwa od Kościoła anglikańskiego. Był przeciwny dewocji, upominając przed powierzchowną gorliwością religijną, stojącą w sprzeczności z dobrem kolonii. Mimo to opowiadał się za umiarkowanym kursem wobec tendencji niepodległościowych. Przestrzegał jednocześnie przed lojalizmem wobec metropolii, wskazując, że Wielka Brytania właściwie nie troszczy się o interesy Australii.

## Twórczość literacka
Forester był jednym z niewielu piśmiennych i prawdopodobnie najlepiej wykształconym sqatterem. Dzięki znacznym przychodom, jakie uzyskiwał z prowadzonej gospodarki hodowlanej, znalazł czas na rozwijanie pisarstwa. Tworzył udane dzieła poetyckie i prozatorskie. Jego doświadczenia squottera i dość liberalny klimat życia publicznego kolonii miały znaczący wpływ na charakter jego twórczości. Aktywność pisarska była również ważnym motorem, napędzającym polityczne aspiracje Wiliama Forstera. W latach 40. XIX zaczął publikować w „Atlasie”, satyrycznym, wręcz prześmiewczym czasopiśmie prowadzonym przez R. Lowego. Zamieszczał tam krótkie wierszowane rozmowy, parodiujące dialogi filozoficzne pod wspólnym tytułem The Devil and the Governor (ang. Diabeł i Gubernator). Okazały się one najlepszym australijskim dziełem satyrycznym XIX w.. Współcześni mu krytycy bardziej cenili jego eseje polityczne o satyrycznym zabarwieniu, które były pisane w znacznie bardziej wyważonym tonie. Odnajdywał się również jako krytyk literacki, co prawda w tej roli wypowiadał się rzadko, jednak znany jest jako odkrywca talentu F. Fowlera. Znaczna część jego twórczości została jednak utrzymana w charakterze satyry politycznej. Wiliam Forster przestał pisać teksty satyryczne najpóźniej w 1859, kiedy został premierem. Od tej pory ogranicza się do dramatopisarstwa: The Weirwolf (ang. Wilkołak, 1876), The Brothers (ang. Bracia, 1877) i wydany po śmierci Midas (1884). Twórczość Wiliama Forstera odbierała raczej negatywną ocenę krytyki, skoro współczesny mu G. Barton określa pisarza mianem "zgorzkniałego krytykanta". Dopiero późniejsze lata przyniosły jego spuściźnie znacznie lepszą ocenę. Historycy literatury cenią bystrość dowcipu, dużą pomysłowość i poprawne umiejętności techniczne autora.

## Życie rodzinne
8 kwietnia 1846 w Parramatta Wiliam Forster ożenił się z Elizą Jane (zm. 1862), córką płk Charlesa Williama Walla i Ann z d. Atkinson. Małżeństwo doczekało się dwóch synów i trzech córek: m.in. Mary Elizę (1848–1935), Charlesa (1854–1920) i Laurę (1858–1917). Kiedy Forster porzucił pasterstwo (1854), zamieszkał wraz z rodziną w Sydney. 8 listopada 1873 w Armidale ożenił się ponownie z Maud Julią Edwards. Z tego małżeństwa pochodzi trzech synów, z których Lionel (1879–1914) był australijskim oficerem. Jego wnukiem był Norman Kater (1874–1965).

## Upamiętnienie
Wiliam Forster jest uważany w Australii za jeden z symboli legendy squattera. Uchodził też za wzór praworządności i cnót obywatelskich w Nowej Południowej Walii swoich czasów. Stąd jest patronem naukowej nazwy rogozęba australijskiego (łac. Neoceradotus forsteri) oraz miasta w Nowej Południowej Walii (Forster).